# The Mind of the Married Man
The Mind of the Married Man (Fantasias de Homem Casado, no Brasil) é um seriado norte-americano, uma comédia da HBO, com Mike Binder interpretando a personagem principal, Micky Barnes, que trabalham em um jornal e lida com o casamento, romance, sexo, fidelidade, conquistas, fantasias e muitas outras coisas de uma forma única que só ele entende.
A série estreou internacionalmente em 23 de setembro de 2001 pela HBO, e teve sua primeira temporada exibida no Brasil pelo SBT.

## Elenco
- Micky Barnes (Mike Binder)
- Donna Barnes (Sonya Walger)
- Randall Evans (M. Emmet Walsh)
- Andrew (Steven Brand)
- Bianca Berman (Brigitte Bako)
- Missy (Ivana Milicevic)
- Doug Nelson (Taylor Nichols)
- Slayton (Bobby Slayton)
- Carol Nelson (Kate Walsh)
- Jake Berman (Jake Weber)
- Kevin (Doug Williams)

## Canais deTVque transmitem a série
| Emissora | Dia da semana                   | Horário | Temporadas |
| HBO      | Não está sendo mais transmitida | -       | -          |
| SBT      | Não está sendo mais transmitida | -       | -          |

## Ficha técnica
- Produção: HBO
- Origem: EUA
- Ano: 2001
- Produtor Executivo: Mike Binder